# Ómar Ingi Magnússon
Ómar Ingi Magnússon (Selfoss, 1997. március 12. –) izlandi válogatott kézilabdázó, az SC Magdeburg játékosa.

## Pályafutása
Magnússon szülővárosában, Selfossban kezdett kézilabdázni, majd 2014-ben igazolt a fővárosi Valur csapatához. Már fiatalon fontos szerepet harcolt ki magának a csapatban, a 2016-os Izlandi kupa elődöntőjében 10 gólt szerzett, majd a döntőben is lőtt hármat, amivel hozzásegítette csapatát a kupagyőzelemhez. A szezon végén légiósnak állt, a dán Aarhus Håndbold játékosa lett. Csapatával először kilencedik, majd a nyolcadik helyen végzett a bajnokságban, majd 2018-ban csapatot váltott országon belül, amikor a bajnoki címért harcoló Aalborg Håndbold játékosa lett. Két dán bajnoki cím után a német bajnokságban szereplő SC Magdeburghoz igazolt. 2021-ben megszerezte első nemzetközi trófeáját is, miután az Európa-liga elődöntőjében és döntőjében is ő volt csapata leggólerősebb játékosa. Az Európa-ligában abban a szezonban 94 találatot ért el, amivel a góllövőlista második helyén végzett. Ebben az évben Magnússon lett a német bajnokság gólkirálya is 274 találattal. 2023-ban csapata megnyerte a Bajnokok Ligáját, Magnússon a döntőben sérülés miatt nem tudott pályára lépni. 2025-ben már aktív részese volt csapata Bajnokok Ligája győzelmének, a döntőben hat gólt lőtt.
2021-ben és 2022-ben is az év sportolójának választották Izlandon.
A válogatottal először a 2017-es világbajnokságon vett részt világversenyen. A 2022-es Európa-bajnokságon a középdöntőben az izlandi csapatnak nyolc játékosát is nélkülöznie kellett az olimpiai bajnoki címvédő francia válogatott ellen. Az izlandi válogatott azonban Magnússon tíz találatával 29–21-es győzelmet aratott. Ez volt a francia csapat történetének legsúlyosabb európa-bajnoki veresége.

## Sikerei, díjai
- Dán bajnok: 2019, 2020
- Német bajnok: 2022
- Bajnokok Ligája-győztes: 2023, 2025
- Európa-liga-győztes: 2021